# ジェネジャン
ジェネジャンは、日本テレビで2002年4月7日から2003年3月30日にかけて1年間、日曜日昼11:40～12:30に放送された討論会形式のバラエティ番組である。
放送開始から半年間の番組名は「世代密林～ジェネレーションジャングル」で、2002年10月6日から「ジェネジャン」に改称された。
その後、2003年10月に月1回2時間放送（毎月最終土曜日深夜24:50-26:50）で復活したが、2005年3月で終了した。
月1回放送終了後は、年に2、3回ペースで午後10時台から84分間の不定期特番として放送されていたが、近年は放送されていない。

## 内容
出演者は芸能人のほか、10～40代の一般人数名が円状に並ぶ。
各出演者には名札が貼り付けされており、ファーストネームで呼び合う（例えば堂本光一なら「こういち」と書かれた名札が貼り付けされている）。スタジオの観客にアンケートを行うこともある。
各テーマに沿った内容で腹を割って話し合うというのが基本である。
各テーマは主に社会問題（いじめ、自殺、セクハラなど）に伴うものである。たまにその年の流行の話題を取り扱うこともある（心霊など）。
議長はKinKi Kidsの堂本光一。ナレーターは垂木勉。レギュラー版には秋山純がパネラーとして討論していた。レギュラー終了後の不定期スペシャル版では、泉明日香などが討論に参加した。

## スタッフ

### ジェネレーションジャングル時代
- KS(構成) : 海老克哉、小野高義、桜井慎一、塩野智章、富樫佳織、近藤祐次、山田幸徳
- OA(音楽アレンジ) : 高橋才也
- TM(テクニカルマネージャー)  : 貫井克次郎
- SW(スイッチャー)  : 高梨正利
- CM(カメラマン)  : 山田祐一
- OS(音声) : 鈴木佳一
- EC(映像調整) : 塩原和益
- SM(照明) : 松本章子
- PA(パブリックアドレス)：細川紀寛
- BJ(美術) : 高野豊、近藤純子
- TT(タイトル) : 守屋健太郎、Nick Smith
- LT(ロゴタイトル) : 寄藤文平
- VH(VTR編集) : 岡田秀一（ギヴアンドテイク）
- MA() : 村尾博一（ギヴアンドテイク）
- OK(音効) : 佐藤裕二
- TK (タイムキーパー)  : 坂本幸子
- KH(広報) : 神山喜久子
- DK(デスク) : 斉藤由夏
- RS(リサーチ) : 内藤智子、佐藤久美子、岩田理郁、横山晋也、串田良広
- AP(アシスタントプロデューサー)  : 中田真紀、木村優子
- DR(ディレクター) : 笠原保志、小林淳一、平野進、本間千映子、市野雅一、井上芳朗、堀口愛子、斉藤雅美、内藤和明
- ED(演出・ディレクター) : 長瀬久司、笠原保志、宮崎文夫、倉田忠明
- PD(プロデューサー) : 山口香代 ／ 竹村薫、阿河朋子、正森和郎
- SE(総合演出) : 福士睦
- TP(チーフプロデューサー) : 桜田和之

### ジェネジャン時代
- KS(構成) : 海老克哉、小野高義、桜井慎一、塩野智章、富樫佳織、近藤祐次、山田幸徳、大塚三十四
- OA(音楽アレンジ) : 高橋才也
- TM(テクニカルマネージャー)  : 貫井克次郎
- SW(スイッチャー)  : 高梨正利
- CM(カメラマン)  : 山田祐一
- OS(音声) : 鈴木佳一
- 映像調整 : 佐藤満
- 照明 : 松本章子
- PA(パブリックアドレス)：細川紀寛
- 美術 : 高野豊、近藤純子
- タイトル : 守屋健太郎、Nick Smith
- ロゴタイトル : 寄藤文平
- マンガ : 宇田豆腐
- VTR編集 : 原田裕文（ギヴアンドテイク）
- MA : 村尾博一（ギヴアンドテイク）
- 音効 : 佐藤裕二
- TK (タイムキーパー)  : 坂本幸子
- 広報 : 神山喜久子
- デスク : 斉藤由夏、坂井康世
- リサーチ : 佐藤久美子、岩田理郁、横山晋哉、岩本美保
- AP (アシスタントプロデューサー)  : 中田真紀、木村優子
- ディレクター : 内藤和明、長瀬久司、笠原保志、小林淳一、宮崎文夫、倉田忠明、市野雅一、堀口愛子、米澤敏克、真木健一郎
- プロデューサー : 山口香代 ／ 竹村薫、阿河朋子、正森和郎
- 総合演出 : 福士睦
- チーフプロデューサー : 桜田和之

### 現在（不定期特番期）
- 構成 : 小野高義、桜井慎一、塩野智章、近藤祐次
- TM (テクニカルマネージャー)  : 新名大作
- SW (スイッチャー)  : 高梨正利
- カメラマン  : 山田祐一
- 音声 : 池田正義
- 映像調整 : 三崎美貴
- 照明 : 平田丈
- PA(パブリックアドレス)：細川紀寛
- VTR編集 : 岡田秀一
- MA : 村尾博一
- 音効 : 佐藤裕二
- TK (タイムキーパー)  : 坂本幸子
- リサーチ : 角田裕（フリード）
- タイトル : 守屋健太郎、Nick Smith
- ロゴタイトル : 寄藤文平
- イラスト : 宇田豆腐
- 美術 : 高野豊、近藤純子
- デスク : 西村友美
- ディレクター : 長瀬久司
- 演出 : 倉田忠明
- プロデューサー : 山口香代 ／ 正森和郎、中田真紀、木村優子
- 総合演出 : 福士睦
- チーフプロデューサー : 吉川圭三（2006年から）←安岡喜郎

- 協力 : ジャニーズ事務所
- 制作協力 : 日企、えすと、AX-ON（旧日本テレビエンタープライズ）

## 出演者

### 議長
- 堂本光一（KinKi Kids）

### パネラー
- 秋山純（当時ジャニーズJr.・Musical Academy）

### レギュラー
- 中尾彬
- 泉谷しげる
- 宇梶剛士
- ペトロ三木
- 安藤聖
- 加藤鷹
- ベリッシモ・フランチェスコ
- 地井武男
- 山咲トオル
- 後藤理沙
- 武田鉄矢
- 風間俊介

## ネット局
- 同時ネット
  - 日本テレビ(キー局)
- 過去のネット局
  - 青森放送
  - 秋田放送
  - テレビ岩手
  - ミヤギテレビ
  - 福島中央テレビ
  - テレビ新潟
  - テレビ金沢
  - テレビ信州
  - 静岡第一テレビ
  - 中京テレビ
  - 讀賣テレビ
  - 西日本放送
  - 広島テレビ
  - 山口放送
  - 福岡放送
  - 長崎国際テレビ
  - 熊本県民テレビ
  - 鹿児島読売テレビ